# Adrian von Riedl

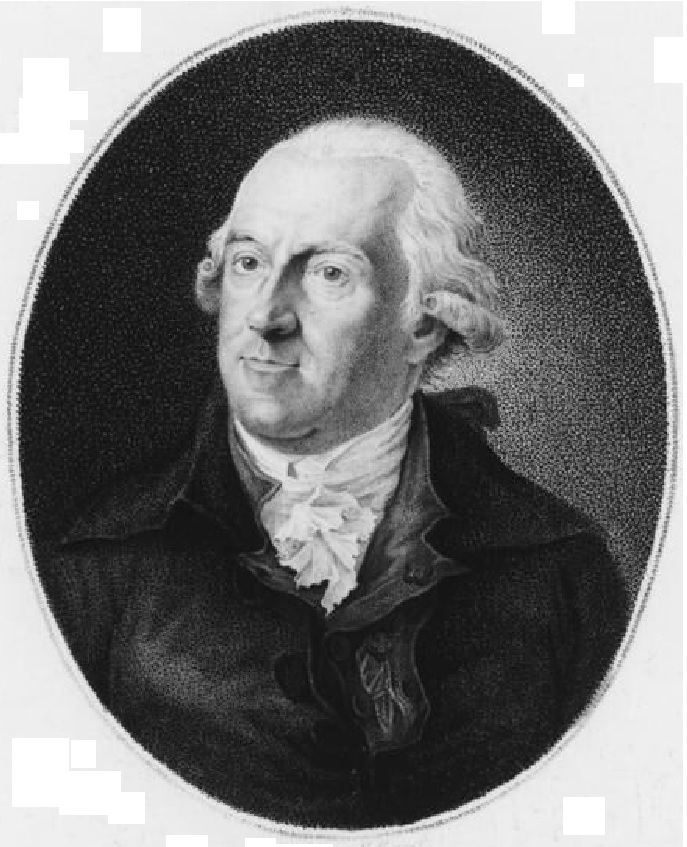
Adrian von Riedl
(Kupferstich von J.C. Schleich nach einem Gemälde von J.G. Edlinger)

Adrian Franz Xaver Florian Riedl, ab 1790 von Riedl (* 6. Mai 1746 in München; † 18. März 1809 ebenda) war ein deutscher Topograf und Kartograf.

## Leben
Er entstammte einer Kartografen-Familie, die über 75 Jahre das Bau- und Vermessungswesen in Bayern bestimmte, und war der Sohn des Kartografen Castulus Riedl (1701–1783) und der Maria Anna Theresia Gerold (1720–??). Riedl besuchte in München die Anfangsklassen des damals von Jesuiten geleiteten Gymnasiums (heute Wilhelmsgymnasium München) und wurde frühzeitig von seinem Vater in das Aufgabengebiet der Geometrie eingeführt. Schon den 16-Jährigen (1762) unterstützte der Staat finanziell in seiner Ausbildung. Zwei Jahre später (1764) fiel er den Gelehrten der Bayerischen Akademie der Wissenschaften in München durch seine kartographische Umsetzung der Vermessungsergebnisse des französischen Kartografen César François Cassini de Thury (1714–1784) auf, die dieser in den Jahren 1761 und 1762 in Bayern durchgeführt hatte. Nach der Prüfung durch die Akademie wurde Riedl 1766 zum kurfürstlichen Landgeometer ernannt und 1769 mit der Aufzeichnung des bayerischen Straßennetzes beauftragt.
Im Laufe der Jahre folgte er seinem Vater in dessen Positionen als Hofkammerrat (1771) und Wasser-, Brücken- und Straßenbau-Kommissar (1772) nach. Gemeinsam mit Generalbaudirektor Joseph Aloys von Hofstetten entwickelte er die Institutionalisierung und Professionalisierung des Bau- und Vermessungswesens. Dazu gehörte die Gründung eines Allgemeinen Plankonservatoriums und einer Kopierwerkstatt. Neben den dienstlichen führte Riedl zusätzlich privat finanzierte Vermessungen als Grundlage für eine Neukartierung des kurpfalz-bayerischen Landes durch und erhielt dafür am 26. April 1785 ein kurfürstliches und sogar ein kaiserliches Druckprivileg. Das Vorhaben wurde zwar zunächst durch Unstimmigkeiten zwischen Verwaltung und Ständevertretung behindert, entsprach aber seit 1788 dem Ziel der Regierung, eine neue Karte als Grundlage für die weitere Ausgestaltung des bayerischen Straßen- und Zollwesens zu erhalten.
Riedl wurde am 31. März 1790 in München durch Kurfürst Karl Theodor von Pfalzbayern in dessen Funktion als Reichsvikar in den Reichsadelsstand erhoben. Zu diesem Zeitpunkt war er kurfürstlich pfalzbayerischer Hofkammerrat, Ingenieur-Hauptmann sowie seit 1790 auch Direktor der Straßen- und Wasserbauverwaltung.
In dieser neuen Position konzentrierte sich Riedl auf die weitere konzeptionelle Verbesserung des Straßen- und Wasserbaus sowie auf die Durchführung größerer Projekte wie die Trockenlegung des altbayerischen Donaumooses bei Ingolstadt sowie Schutzmaßnahmen an Donau und Isar. Eines seiner bedeutendsten Straßenbauprojekte ist die nur durch Sprengungen ermöglichte Chaussee an der Donau bei Bad Abbach, woran dort eine Gedenkinschrift von 1794, für Kurfürst Karl Theodor, mit zwei Löwenstandbildern erinnert. Eine unweit entfernt angebrachte, weitere Inschrift von 1797 bezieht sich auf Adrian von Riedl. Sie lautet:
DER

CHURVUIRSTLICHE

OBERST

GENERAL STRASSEN UND WASSERBAU

DIRECTOR

AUCH HOFKAMMERRATH

ADRIAN VON RIEDL

FUIHRTE UND VOLLENDETE DIESEN STRASSENBAU

IM JAHRE

1797
Im Jahr 1796 wurde Riedl ordentliches Mitglied in der Bayerischen Akademie der Wissenschaften. Seit 1796 war er als Oberst für das bayerische Marsch- und Quartierwesen während der Koalitionskriege zuständig, um die Durchzüge russischer, österreichischer und französischer Truppen möglichst reibungslos und schonend zu organisieren. Kaiser Paul I. verlieh ihm dafür den St. Anna-Orden.
Er wirkte kurzzeitig auch an der von Österreich betriebenen militärischen Kartierung von Süddeutschland („Schmitt’sche Karte von Südwestdeutschland“) mit. Sein eigenes Kartenprojekt verzögerte sich allerdings wegen der schwierigen Rahmenbedingungen und wegen konzeptioneller Schwächen. Unter der seit 1799 amtierenden Regierung von Kurfürst Max IV. Joseph (ab 1806 als Maximilian I. König von Bayern) wurde Riedl zunächst als Leiter des Bau- und Vermessungswesens bestätigt. Kritik am zähen Vorankommen und den hohen Kosten seines Kartierungsprojekts schwächte allerdings vorübergehend seine Position. An der 1801 einsetzenden modernen Landesvermessung war er jedoch wieder an leitender Stelle beteiligt. Er gehörte zur Leitung des am 19. Juni 1801 gegründeten Topographischen Bureaus in München. In seinen letzten Lebensmonaten wurde Riedl in die Leitung der 1808 gegründeten Königlichen Unmittelbaren Steuervermessungskommission berufen.
Riedl heiratete in erster Ehe 1768 in München Maria Walburga Kurz (1747–1807). Nach deren Tod heiratete er in zweiter Ehe 1808 in München Maria Anna Schleich (* 1784), die Tochter des Augsburger Kupferstechers Johann Karl Schleich (1759–1842) und der Thekla Heßler. Ein Porträt-Relief von Johann Michael Albaneder (Künstlername Johann Albani) im Bayerischen Nationalmuseum zeigt ihn mit seiner ersten Ehefrau Walburga. Aus der zweite Ehe entstammt eine Tochter.

Karte des Isarmooses, gezeichnet 1802 von Adrian von Riedl

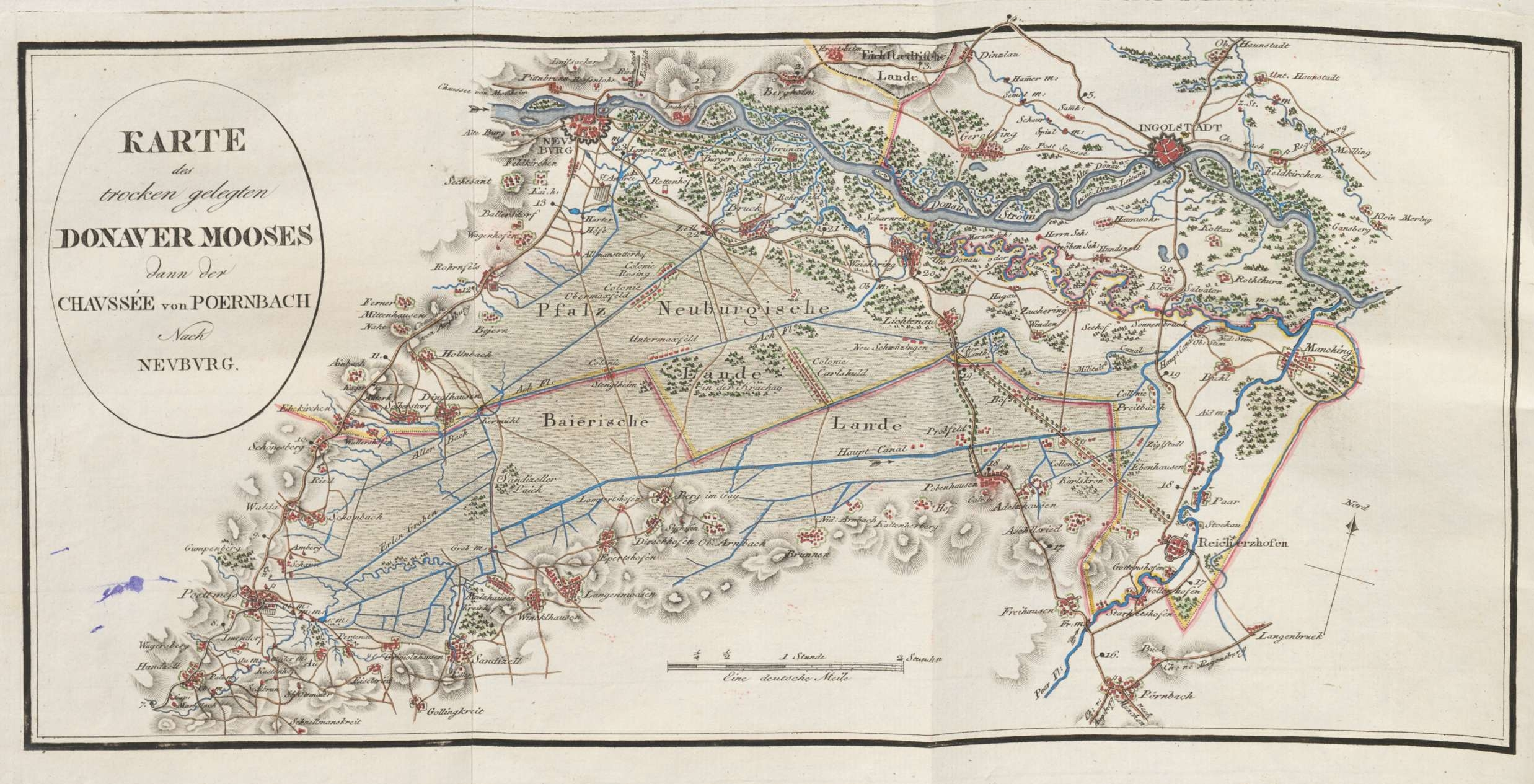
Karte des Donaumooses, gezeichnet 1804/05 von Adrian von Riedl

## Werke
Riedl war der Verfasser und Herausgeber von etwa 400 mit der Hand gezeichneten Landkarten und Plänen. Zu seinen im Druck erschienenen Werken gehören:
- Plan der unter der Cultur stehenden churfürstlichen Schrobenhausener oder Donauer Lehen Mooses, 1792
- Reise Atlas von Bajern oder Geographisch-geometrische Darstellung aller bajrischen Haupt- und Landstrassen mit den daranliegenden Ortschaften und Gegenden: nebst Kurzen Beschreibungen alles dessen, was auf und an einer jeden der gezeichneten Strassen für den Reisenden merkwürdig seyn kann. 5 Bände. 1796–1805; urn:nbn:de:bvb:12-bsb11072708-7.
- Schlacht bey Hohenlinden im Monat December 1800, o. J.
- Akademische Rede über den Fortgang der baierischen Topographie und ihren Nutzen, 1803
- Geographischer Conspect der baierischen und oberpfälzischen Chausséen wie sich selbe mit denen angränzenden Ländern verbinden, 1805
- Stromatlas von Baiern, 1806–1808 (Digitalisat)

## Orden und Ehrenzeichen
- Kaiserlich russischer St. Anna-Orden (1808)[7]